# Торгаска (хутор)
Торгаска (баш. Торгацк) — хутор в Ишимбайском районе Башкортостана, входит в состав Скворчихинского сельсовета.

## История
По сведениям Ишимбайской энциклопедии основан как поселение Торгоска в Татьяновской волости в начале XX века, в 1914 году учтено 7 хозяйств. По другим источникам, возникло как поселение возле Верхоторского завода в период 1916—1920 гг. и составляло тогда 13 дворов, 76 крестьян .
Хутор Торгацк.
(Из рассказа сына и матери, живших на хуторе Торгацком. Газета «Восход», 2001 год). Виктор Петрович Корниенко: « Торгацк организовали наши деды. В 1909 году из Белоруссии вместе с семьями приехали три брата Сергей, Давыд и Алексей Серяковы. Взяли в аренду землю. Вокруг рос строевой лес, стали его разрабатывать, строить жильё. Освободившиеся площади корчевали и засевали разными культурами. Жили дружно, от них и пошел наш народ. Сейчас остались только три семьи, остальные дачники. Я вернулся на хутор в первые годы перестройки, после сокрашения на заводе… Воду берем из родника, который откопал прадед Филимон Кузмич Калинич. Он долго искал по округе вкусную воду и всё же нашел, тем самым оставил после себя добрую память. Всё местное население пользуется родником Калинича, расположенном на дне оврага. Уже в наше время дачник из Салавата Геннадий Васильевич Алёхин помог облагородить родник. Свет в дом я провел только в 1998 году, когда в Гортоп тянули линию электопередачи. Для этого забил бычка и корову. А ведь когда-то здесь и школа была. Ребетня ходила сюда из Гортопа. Потом её закрыли и я вынужден был продолжать образование в Скворчихе. На месте же школы остались только кусты сирени, которые я огородил от потравы… ».

## Население
| 2002 | 2009 | 2010 |
| ---- | ---- | ---- |
| 6    | →6   | ↗8   |

## Географическое положение
Находится на дороге Ишимбай — Воскресенское.
Расстояние до:
- районного центра (Ишимбай): 24 км,
- центра сельсовета (Скворчиха): 3 км,
- ближайшей ж/д станции (Салават): 42 км.

## Улицы
Хутор состоит из двух улиц: Овражная, Лесная.